# Cynosciadium digitatum
Cynosciadium digitatum är en flockblommig växtart som beskrevs av Dc. Cynosciadium digitatum ingår i släktet Cynosciadium och familjen flockblommiga växter. Inga underarter finns listade i Catalogue of Life.